# مات ويليس
مات ويليس (بالإنجليزية: Matthew Willis)‏ هو لاعب كرة قدم أمريكية أمريكي، ولد في 13 أبريل 1984.

## وصلات خارجية
- مات ويليس على موقع مرجع كرة القدم المحترفة.كوم (الإنجليزية)